# St. Joseph (Holzweißig)

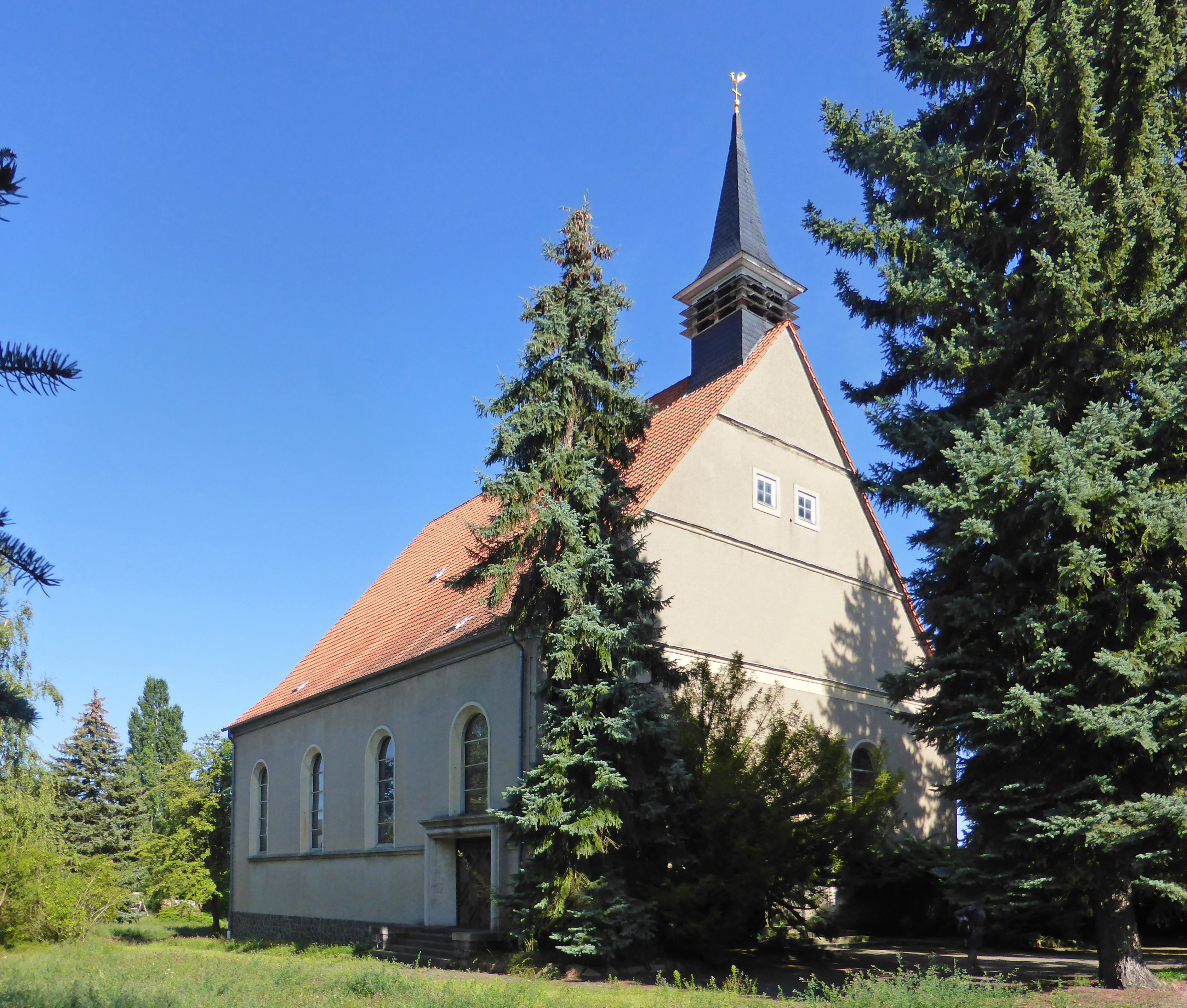
Kirche von Nordwesten

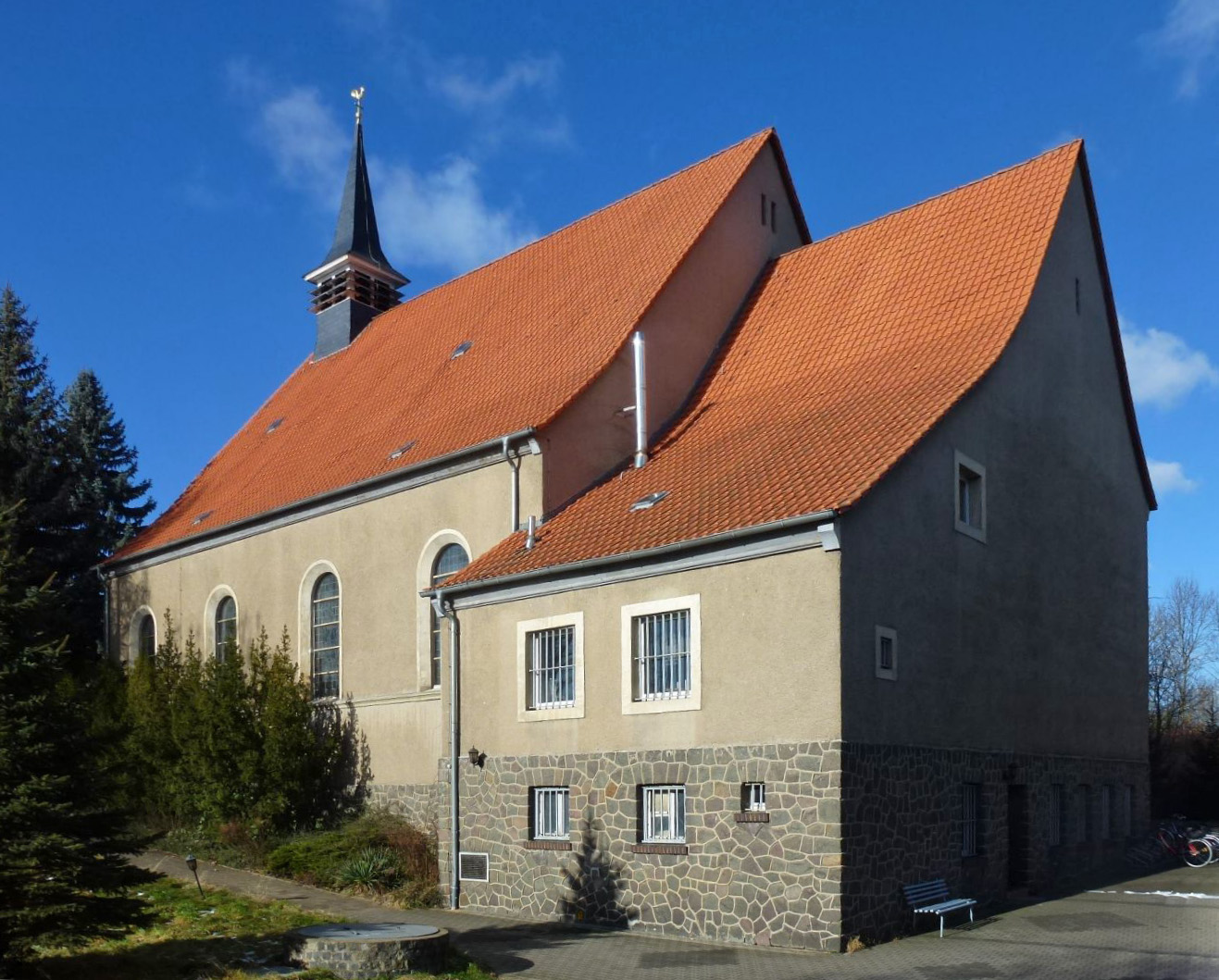
Kirche von Südosten

Die Kirche Sankt Joseph ist die katholische Kirche in Holzweißig, einem Ortsteil der Stadt Bitterfeld-Wolfen im Landkreis Anhalt-Bitterfeld in Sachsen-Anhalt. Das nach dem heiligen Josef von Nazaret benannte Gotteshaus gehört zur Pfarrei Heilige Familie mit Sitz in Bitterfeld, in der Pastoralregion Dessau des Bistums Magdeburg. Das Gebäude hat die Adresse Straße des Friedens 117 und ist im Denkmalverzeichnis des Landes Sachsen-Anhalt unter der Erfassungsnummer 094 96554 als Baudenkmal verzeichnet.

## Geschichte
Durch den Braunkohlebergbau und die Industrialisierung und den damit verbundenen Bedarf an Arbeitskräften siedelten sich wieder Katholiken im seit der Reformation protestantisch geprägten Holzweißig an.
1897 erwarb Vikar Franz Düwell aus Bitterfeld Grundstücke an der Nordstraße von Neuholzweißig, wie die nordwestlich der Bahnstrecke entstandene Siedlung, in der sich viele Katholiken niedergelassen hatten, damals genannt wurde. Dort ließ er ein Missionshaus erbauen. Es beinhaltete auch einen Klassenraum für die katholische Schule und wurde am 7. Januar 1898 eingeweiht. Die Gottesdienste im Missionshaus fanden anfangs durch Bitterfelder Geistliche statt, ab 1917 hielten Geistliche aus Zörbig die Gottesdienste.
1919 wurde der Priester Franz Greinemann zum Pfarrvikar von Holzweißig ernannt, damit wurde die Kirchengemeinde Holzweißig gegründet. Neben Holzweißig gehörten zu seinem Seelsorgebezirk unter anderem auch Brehna, Petersroda und Roitzsch. Zum 1. Januar 1921 erfolgte die Erhebung der Filialkirchenvikarie Holzweißig zur Filialkirchengemeinde, sie gehörte zur Pfarrei Bitterfeld im Dekanat Wittenberg des Bistums Paderborn.
1922/23 wurden an der Chausseestraße, die 1950 in Straße des Friedens umbenannt wurde, Grundstücke erworben. Dies geschah teilweise mit Unterstützung der Bergwerke Auguste und Leopold. 1926/27 erfolgte unter Pfarrvikar Franz Greinemann, der noch bis 1930 in Holzweißig blieb, der Bau der Josephskirche und eines Pfarrhauses. 1927 wurde die Kirche geweiht. Nach dem Bau der Kirche und des Pfarrhauses wurde das Missionshaus durch Caritasschwestern genutzt.
Im Nationalsozialismus wurde die katholische Schule im Oktober 1939 auf Anweisung der staatlichen Machthaber geschlossen.
1945 kamen im Zuge der Flucht und Vertreibung Deutscher aus Mittel- und Osteuropa eine große Anzahl Katholiken nach Holzweißig und in die umliegenden Ortschaften. Daher ernannte das Erzbischöfliche Kommissariat Magdeburg 1946 Georg Kase zum Vikar von Holzweißig mit Sitz in Brehna, er gründete in Brehna ab 1946 eine eigene Kirchengemeinde.
Am 1. Oktober 1960 wurde die Filialkirchengemeinde Holzweißig zur Pfarrei erhoben. Zu ihr gehörte auch Brehna als Kuratie, wo 1956 eine Kapelle eingerichtet worden war, die 1974 durch eine Kapellenbaracke und 2003 durch einen Neubau ersetzt wurde. Am 8. Juli 1994 wurde das Bistum Magdeburg gegründet, dem Holzweißig seit dem angehört.
2003 gehörten zur Pfarrei Holzweißig neben Brehna auch Roitzsch, wo sich seit 1958 eine katholische Kapelle befindet, und Petersroda.
Zum 1. März 2006 wurde der Gemeindeverbund Bitterfeld – Gräfenhainichen – Holzweißig – Sandersdorf errichtet, der außer der Josephskirche in Holzweißig auch die Herz-Jesu-Kirche in Bitterfeld, die St.-Michael-Kapelle in Brehna, die Maria-Hilfe-der-Christen-Kirche in Gräfenhainichen, die St.-Barbara-Kapelle in Roitzsch, die St.-Marien-Kirche in Sandersdorf und die St.-Antonius-von-Padua-Kirche in Zschornewitz umfasste. Damals gehörten zur Pfarrei Holzweißig rund 630 Katholiken. Eine Neugliederung der Dekanate fand im Bistum Magdeburg am 1. Januar 2009 statt. Holzweißig wechselte vom Dekanat Wittenberg, das damals aufgelöst worden war, zum Dekanat Dessau, wo Holzweißig bis zur Auflösung der Dekanatsstrukturen am 31. August 2023 blieb.
Aus dem Gemeindeverbund wurde am 2. Mai 2010 die heutige Pfarrei Heilige Familie gebildet. Am 13. Juni 2015 fand in der St.-Antonius-von-Padua-Kirche in Zschornewitz der letzte Gottesdienst statt, am 30. November 2023 letztmals in der St.-Michael-Kapelle in Brehna. Beide Gotteshäuser wurden profaniert.

## Architektur und Ausstattung

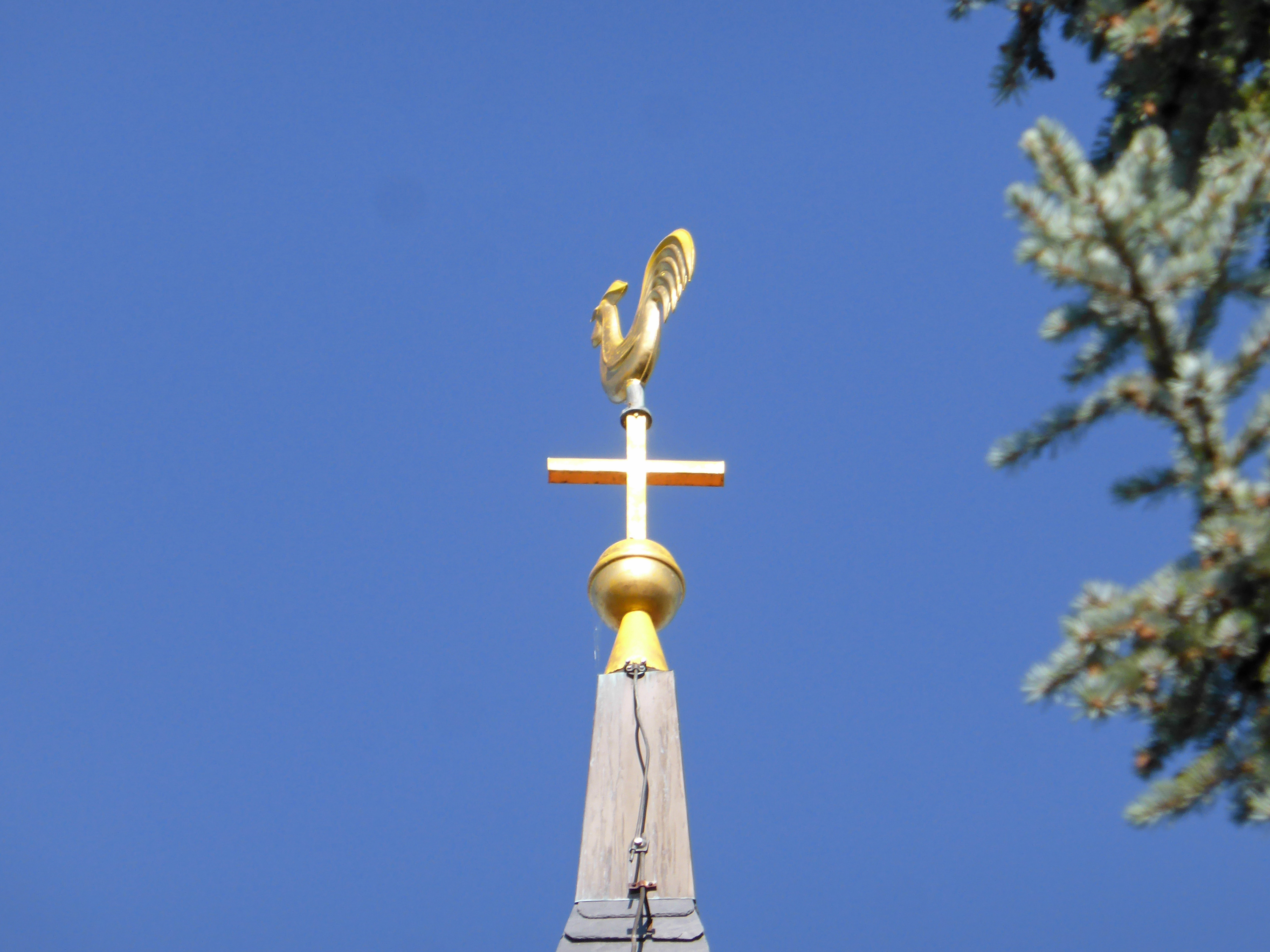
Turmspitze

Die geostete Saalkirche wurde als Putzbau auf Bruchsteinsockel errichtet, sie steht im Rechten Winkel zur Straße des Friedens. Auf dem Satteldach sitzt ein vierseitiger Dachreiter, der von einem Wetterhahn bekrönt wird. An ihren eingezogenen Chor ist die Sakristei angefügt. Das Kirchenschiff wird durch rundbogige Fenster belichtet. Eine Statue im Inneren stellt den heiligen Joseph, den Schutzpatron der Kirche, dar.